# Мати Ванханен
Мати Танели Ванханен (фин. Matti Taneli Vanhanen; Јивескиле, 4. новембар 1955. ) је бивши председник Владе Финске и председник Партије центра. Поднео је оставку у јуну 2010. године.